# 장밋빛 인생 (2005년 드라마)
《장밋빛 인생》은 2005년 8월 24일부터 2005년 11월 10일까지 방영된 한국방송공사 수목드라마이다.

## 기획 의도
- 두 명의 자녀를 둔 전업주부가 배우자의 외도와 시한부 선고 등을 겪으며 삶을 살아가다가 결국 암으로 죽게 되는 이야기를 그린 드라마
- 이혼을 소재로 부부의 의미와 가정의 소중함을 깊이 그려낸 드라마[1]
- 죽음을 다룸으로써 삶이 무엇인지 생각하게 해주는 드라마[2]

## 줄거리
가난한 집안의 장녀이자 은행원인 맹순이는 연하의 직장 동료 반성문의 열렬한 구애로 결혼을 한다. 남루한 옷도 마다하지 않으며 가족을 위해 헌신했던 맹순이에게 반성문은 결혼 10주년 기념일에 내연녀 오미자와의 외도 사실을 통보하며 이혼을 요구한다. 반성문과 오미자의 불륜 현장을 직접 목격한 맹순이는 큰 충격을 받고, 반성문은 가출하여 오미자와의 동거를 시작한다. 시댁 식구들마저 반성문의 편을 들며 등을 돌리자 상심한 맹순이는 자신만을 위해 살겠다 마음 먹지만, 아버지 맹 씨를 복지시설에 보낼 경비를 마련해야 했기에 대리운전을 시작한다.(1부~4부)
맹순이는 재산분할, 위자료, 양육권, 친권과 관련하여 자신이 원하는 조건을 제시하고, 반성문은 조건대로 처리하지만 맹순이는 이혼 서류를 아무도 모르는 곳에 숨겨놓는다. 약이 오른 반성문은 맹순이에게 폭력을 행사하고 맹순이는 토혈을 한다. 동거를 하던 반성문이 집으로 돌아오자 맹순이는 기뻐하지만, 자신을 설득하여 이혼하려는 속셈이었다는 것을 알게 되자 낙담한다. 오미자에게도 조롱을 당한 맹순이는 새 결심으로 새 직장을 구하고 혼자 살기로 마음 먹는다. 그러나, 맹순이는 최근 들어 부쩍 잦아진 상복부 불편감과 구토 증세로 병원을 찾고 위암 말기 진단을 받는다. 맹순이는 반성문에게 사실을 털어놓으려 하지만 오히려 반성문은 자신의 딸들에게 오미자를 소개해주며 맹순이의 심기를 건드린다.(5부~10부)
한편, 맹순이의 여동생 맹영이는 친구 홍장미의 남편인 이정도와 내연 관계를 맺고 있다. 맹순이는 이정도가 유부남이라는 사실을 알고 헤어질 것을 종용하지만 홍장미의 신고로 맹영이와 이정도는 철창 신세를 지게 된다. 아내에게 비는 이정도의 비굴한 태도에 맹영이는 실망하고, 맹순이는 동생의 기분 전환을 위해 맹영이와의 여행을 떠난다. 두 자매는 여행지에서 서로의 속내를 털어놓고, 맹순이는 위암 말기 진단을 받았으며 곧 암 수술을 받는다는 사실을 이야기한다.(11부~12부)
맹순이는 수술을 앞두고 맹 씨의 집안일을 정리하며 맹 씨의 친구 슈퍼에게 뒷일을 부탁한다. 맹영이는 맹순이에게 식구들을 버리고 재혼한 엄마의 연락처를 알려주고, 맹순이는 처음엔 거절하나 결국 엄마를 찾아간다. 궁색한 몰골로 밥집을 하는 엄마의 애처로운 모습에 맹순이는 화를 내면서도 마음이 아프다. 집으로 돌아온 맹순이는 반성문에게 이혼 서류를 내민다. 기쁜 마음으로 오미자와의 결혼을 추진하던 반성문은 이혼 서류 접수를 앞두고 오미자가 자신의 돈을 챙겨 다른 남자와 재혼하였다는 사실을 알게 되고 절망한다. 반성문은 맹순이가 남긴 편지를 통해 맹순이의 암 사실을 알게 되고, 통한의 눈물을 흘리며 저지른 잘못을 반성한다. 맹순이를 살리겠다고 다짐한 반성문은 암 수술을 마치고 맹영이의 집으로 가려는 맹순이를 설득한다. 맹순이는 반성문에게 간병인 역할을 맡기기로 한다. 맹순이는 두 딸이 있는 반성문의 집으로 간다.(13부~15부)
수술을 했음에도 암은 완치되지 않고, 반성문과 맹영이는 그 사실을 맹순이에게 숨긴다. 제2의 인생 계획표를 짜며 새 삶을 꿈꾸던 맹순이는 자신의 몸 상태를 알게 되자 좌절하고, 그동안 자신을 괴롭혔던 반성문에게 광기를 부린다. 반성문은 암에 좋다는 정보와 식이요법을 있는 대로 알아본다. 맹순이를 살릴 수 있다는 희망에 찬 반성문은 맹순이의 엄마에게서 들은 정보로 약초도 캐러가고, 말기암 치료에 특효라는 '기적의 물'까지 공수하지만 효과는 보지 못하고 돈만 날린다. 한편, 혼자 살던 아버지 맹 씨가 슈퍼와 결혼하고, 맹영이도 성품 좋은 한의사 지박사와 만남을 가지자 맹순이의 마음은 한결 편해진다.(16부~20부)
병과 죽음을 인정하면서 오히려 편해진 맹순이는 남은 시간을 알차게, 후회 없이 살겠다 마음 먹고 장기기증 서약을 한다. 하지만 두 딸이 자신의 몸에서 썩은 내가 난다 하자, 죽음이 임박했음을 직감하며 두려움을 느낀다. 반성문은 결혼 전 맹순이에게 프로포즈를 했던 카페 '장밋빛 인생'에서 다시 한 번 맹순이에게 프로포즈를 하고, 두 딸과 떠난 제주도 여행에서 둘은 부부의 의미에 대해 이야기하면서 함께 했던 정을 다시금 느낀다. 맹순이는 마지막 인사를 하기 위해 엄마를 찾아가 하룻밤을 함께 보내고 비로소 '엄마'라 부르며 화해한다. 맹영이는 지박사와 약혼을 하고, 맹순이를 힘들게 했던 시댁 식구들마저 회개함으로써 가족은 모두 화해한다.(21부~23부)
반성문과 신혼 여행지였던 강원도 산골로 마지막 여행을 떠나기로 한 맹순이는 맹영이에게 두 딸들을 부탁하고 아버지 맹 씨에게도 마지막 인사를 한다. 맹순이는 두 딸을 눈물로 외면하며 떠나고 시골집에서 힘든 막바지 투병 생활을 시작한다. 죽음을 직감한 맹순이는 갈비탕을 사 달라며 반성문을 밖으로 보내고, 반성문이 잠시 자리를 비운 사이 홀로 안타까운 죽음을 맞이한다. 반성문은 장례 후 맹순이가 죽음을 앞두고 자신에게 보낸 음성 메시지를 듣고 오열한다. 1년 후, 맹영이 부부와 두 딸과 함께 맹순이의 납골당을 찾은 반성문의 모습에서 드라마는 막을 내린다.(24부)

## 등장 인물

### 주요 인물
- 최진실: 맹순이 역 - 가난한 집안의 장녀, 전업주부
- 손현주: 반성문 역 - 맹순이의 남편, 은행원
- 이태란: 맹영이 역 - 맹순이의 여동생, 전문직

### 맹순이 시댁
- 나문희: 강끝순 역 - 맹순이의 시어머니
- 김지영: 미스 봉(봉달희) 역 - 맹순이의 작은 시어머니
- 안선영: 반성해 역 - 맹순이의 시누이, 희망과 소망의 고모
- 권해효: 천원만 역 - 반성해의 남편, 보험외판원

### 맹순이 친정
- 장용: 맹 씨 역 - 맹순이의 아버지
- 손종범: 맹철수 역 - 맹순이의 남동생(목소리 출연)

### 주변 인물
- 김진아: 반희망 역 - 맹순이의 큰딸
- 유진수: 반소망 역 - 맹순이의 작은딸
- 김해숙: 엄마 역 - 맹순이의 어머니(특별출연)
- 윤미라: 슈퍼 역 - 맹 씨의 친구, 슈퍼마켓 운영
- 조은숙: 오미자 역 - 반성문의 내연녀
- 장동직: 이정도 역 - 맹영이의 내연남
- 최지나: 홍장미 역 - 이정도의 아내
- 남궁민: 지박사 역 - 한의사, 맹영이의 연인

### 그 외 인물
- 신규희: 박진찬 역 - 내과 과장 전문의
- 최성웅: 친구 1 역 - 맹 씨의 친구
- 유승봉: 친구 2 역 - 맹 씨의 친구
- 남포동: 친구 3 역 - 맹 씨의 친구
- 주효만: 영감 역 - 엄마(순이 모)의 남편
- 김원배: 중년 역 - 오미자의 새 남편
- 주부진: 고모 역 - 오미자의 고모
- 김민기: 태동 역 - 오미자의 아들
- 김태영: 지점장 역 - 반성문이 일하는 은행 지점장
- 현숙희: 간병인 역 - 맹순이 옆 침대 간병인
- 김현진

## 시청률
최저 시청률과 최고 시청률은 시청률 조사회사와 지역별로 시청률에 차이가 있을 수 있습니다.
| 2005년      | 2005년      | 2005년         | 2005년         |
| 회차        | 방송일      | TNmS 시청률    | AGB 시청률     |
| 회차        | 방송일      | 대한민국(전국) | 대한민국(전국) |
| ----------- | ----------- | -------------- | -------------- |
| 제1회       | 8월 24일    | 18.1%          | 18.5%          |
| 제2회       | 8월 25일    | 18.1%          | 17.9%          |
| 제3회       | 8월 31일    | 23.0%          | 21.5%          |
| 제4회       | 9월 1일     | 25.3%          | 22.9%          |
| 제5회       | 9월 7일     | 24.4%          | 24.6%          |
| 제6회       | 9월 8일     | 29.0%          | 26.7%          |
| 제7회       | 9월 14일    | 28.0%          | 25.6%          |
| 제8회       | 9월 15일    | 28.9%          | 26.7%          |
| 제9회       | 9월 21일    | 31.4%          | 26.5%          |
| 제10회      | 9월 22일    | 32.6%          | 30.1%          |
| 제11회      | 9월 28일    | 32.7%          | 30.1%          |
| 제12회      | 9월 29일    | 35.1%          | 31.9%          |
| 제13회      | 10월 5일    | 36.9%          | 33.3%          |
| 제14회      | 10월 6일    | 40.7%          | 37.7%          |
| 제15회      | 10월 12일   | 47.0%          | 41.1%          |
| 제16회      | 10월 13일   | 42.5%          | 37.7%          |
| 제17회      | 10월 19일   | 41.0%          | 36.7%          |
| 제18회      | 10월 20일   | 43.1%          | 38.4%          |
| 제19회      | 10월 26일   | 42.3%          | 37.1%          |
| 제20회      | 10월 27일   | 43.2%          | 36.5%          |
| 제21회      | 11월 2일    | 39.3%          | 33.3%          |
| 제22회      | 11월 3일    | 40.7%          | 32.4%          |
| 제23회      | 11월 9일    | 37.5%          | 33.1%          |
| 제24회      | 11월 10일   | 41.5%          | 37.1%          |
| 평균 시청률 | 평균 시청률 | 34.3%          | 30.7%          |

10월 12일(제15회), 방영 직전 중계된 '대한민국: 이란' 축구 친선 경기(38.2%) 영향으로 시청률이 급상승하였다.

## 수상 경력
- 2005년 KBS 연기대상 베스트 커플상, 네티즌상, 여자 최우수 연기상 최진실
- 2005년 KBS 연기대상 여자 최우수 연기상 김해숙
- 2005년 KBS 연기대상 베스트 커플상, 남자 우수 연기상 손현주
- 2005년 KBS 연기대상 여자 조연상 김지영
- 2005년 KBS 연기대상 남자 인기상 남궁민
- 2005년 KBS 연기대상 여자 인기상 이태란
- 2006년 제42회 백상예술대상 TV부문 여자 최우수 연기상 최진실
- 2006년 제42회 백상예술대상 TV부문 연출상 김종창

## 참고 사항
- 다양한 인물군상이 등장하는 드라마로, 원래 제목은 <인생>이었다.[7]
- 당초 맹순이 역은 하희라와 황신혜가 물망에 올랐으나 하희라는 <사랑한다 웬수야> 출연으로, 황신혜는 부친상과 이혼 등 불행이 겹쳐 최종 고사하였다.[8]
- MBC는 1990년대 후반 MBC와의 전속출연 계약에 따라 44회 출연분이 남아있음에도 불구하고, KBS 드라마에 출연한 최진실을 상대로 출연금지 가처분 신청을 냈다.[9] 최진실 측의 수차례 사과와 KBS측의 협의 의지로 MBC는 가처분 소송을 하루 앞두고 가처분 신청을 취하했다.[10]
- 그동안 <질투>, <장미와 콩나물> 등에서 보여준 귀엽고 발랄한 이미지를 털고, '억척 주부', '억척 어머니'로 변신한 최진실의 명연기는 드라마가 높은 시청률을 기록하는 데에 견인차가 되었다.[11]
- 한편, 택시기사들이 엄마를 성희롱하는 장면, 반성문이 의사를 폭행하는 장면, '기적의 물'을 비하하는 장면 등을 내보내어 택시협회, 의사협회, 암환자들, '기적의 물' 개발자로부터 항의를 받았다.[12]
- 불륜을 저지른 남편에 대한 아무런 응징없이 가족이라는 이름으로 용서하는 줄거리가 보수적인 가족 이데올로기의 폐해라는 지적이 있었다.[13]
- 최진실은 한국갤럽이 조사한 '2005년을 빛낸 탤런트'에서 18.2%로 1위를 차지하는 영광을 안았다.[14]

## 사운드 트랙
| #            | 제목                  | 가수              | 재생 시간 |
| ------------ | --------------------- | ----------------- | --------- |
| 1.           | 〈장밋빛 인생〉       | 프라하 심포니아타 | 3:02      |
| 2.           | 〈장밋빛 인생〉       | 장혜진            | 3:04      |
| 3.           | 〈가시〉              | 더 원             | 4:22      |
| 4.           | 〈그대를 사랑합니다〉 | 프라하 심포니아타 | 3:53      |
| 5.           | 〈발자국〉            | 프라하 심포니아타 | 3:11      |
| 6.           | 〈재회〉              | 이태란            | 3:58      |
| 7.           | 〈소망〉              | 프라하 심포니아타 | 3:54      |
| 8.           | 〈하루만〉            | 프라하 심포니아타 | 3:23      |
| 9.           | 〈편지〉              | 이정현            | 5:35      |
| 10.          | 〈희망〉              | 프라하 심포니아타 | 3:56      |
| 11.          | 〈가리워진 길〉       | 장혜진            | 3:19      |
| 12.          | 〈장밋빛 인생〉       | 더 원             | 3:55      |
| 13.          | 〈우〉                | 프라하 심포니아타 | 3:25      |
| 14.          | 〈Passion〉           | 프라하 심포니아타 | 3:42      |
| 15.          | 〈어긋난 사랑〉       | 프라하 심포니아타 | 3:21      |
| 16.          | 〈가리워진 길〉       | 장혜진            | 3:55      |
| 총 재생 시간 | 총 재생 시간          | 총 재생 시간      | 56:28     |